# Věra Procházková
Věra Procházková (* 3. dubna 1954 Karlovy Vary) je česká politička a lékařka, od roku 2022 senátorka za obvod č. 1 – Karlovy Vary a zastupitelka města Karlovy Vary, v letech 2017 až 2021 poslankyně Poslanecké sněmovny PČR, v letech 2016 až 2020 a opět od roku 2024 zastupitelka Karlovarského kraje, členka hnutí ANO.

## Život
Absolvovala gymnázium v Karlových Varech a následně vystudovala Lékařskou fakultu Univerzity Karlovy v Plzni (promovala v roce 1979 a získala titul MUDr.). V letech 1983 a 1988 získala atestaci I. a II. stupně v oboru anesteziologie a resuscitace.
V letech 1979 až 2001 pracovala jako sekundární lékařka na ARO v sokolovské nemocnici, po několik let byla též zástupkyní primáře a vedoucí lékařkou pracoviště pro léčbu bolesti. Mezi lety 2001 a 2008 byla ředitelkou Nemocnice Sokolov, v letech 2003 až 2006 byla i její jednatelkou.
V letech 1994 až 2004 byla členkou představenstva akciové společnosti XARCOM. Mezi roky 2006 a 2008 byla členkou představenstva (z toho krátce od prosince 2007 do ledna 2008 i předsedkyní představenstva) akciové společnosti Karlovarská krajská nemocnice, od ledna 2017 je ve stejném subjektu předsedkyní dozorčí rady.
Věra Procházková žije ve městě Karlovy Vary, konkrétně v části Tašovice. Je vdaná, s manželem Bohumilem má syna Petra a dceru Kateřinu. Mezi její záliby patří sport a zahrada, zejména bonsaje.

## Politické působení
Byla členkou strany Suverenita – Strana zdravého rozumu, za niž z pozice lídryně kandidátky kandidovala v komunálních volbách v roce 2010 do Zastupitelstva města Karlovy Vary, ale neuspěla. Později se stala členkou hnutí ANO 2011, za něž kandidovala do Zastupitelstva města Karlovy Vary ve volbách v roce 2018, ale opět neuspěla. V komunálních volbách v roce 2022 kandidovala do zastupitelstva Karlových Varů z 3. místa kandidátky hnutí ANO. Mandát zastupitelky města se jí podařilo získat.
V krajských volbách v roce 2012 kandidovala jakožto členka Suverenity – Bloku Jany Bobošíkové na kandidátce s názvem "Suverenita – Strana zdravého rozumu" do Zastupitelstva Karlovarského kraje, ale opět neuspěla. Krajskou zastupitelkou byla nakonec zvolena ve volbách v roce 2016 jako nestranička za hnutí ANO 2011. Působila jako předsedkyně Zdravotního výboru. Ve volbách v roce 2020 již nekandidovala.
Ve volbách do Poslanecké sněmovny PČR v roce 2010 vedla z pozice nestraničky kandidátku Suverenity – Strany zdravého rozumu v Karlovarském kraji, ale neuspěla. Podařilo se jí to až ve volbách v roce 2017, když byla zvolena poslankyní za hnutí ANO 2011 v Karlovarském kraji, a to ze třetího místa kandidátky.
Evropskou platformou pro demokratické volby byla označena jako zaujatá volební pozorovatelka kvůli své účasti na neoficiální pozorovatelské misi parlamentárních voleb v Ázerbájdžánu v únoru 2020. Během mise podle pro-vládních zdrojů navštívila tři volební místnosti spolu s dalšími 17 účastníky, načež prohlásila, že volby proběhly regulérně. Naproti tomu oficiální pozorovatelská mise OBSE, která na místě byla již měsíc před volbami a čítala 273 pozorovatelů, objevila četná porušení demokratického volebního procesu. Redakce investigace.cz následně zjistila, že výdaje Procházkové na cestu byly hrazeny ázerbájdžánskou ústřední volební komisí. Zpráv této neoficiální pozorovatelské mise bylo využito vládními zpravodajskými kanály k legitimizaci voleb. Mise byla vedena organizací Janusze Niedzwieckiho, který pravidelně organizuje kontroverzní pozorovatelské mise, jejich výsledky jsou následně využívány místními autoritářskými režimy.
Ve volbách do Poslanecké sněmovny PČR v roce 2021 kandidovala za hnutí ANO 2011 na 2. místě v Karlovarském kraji, ale neuspěla (skončila jako první náhradnice).
Ve volbách do Senátu PČR v roce 2022 kandidovala za hnutí ANO v obvodu č. 1 – Karlovy Vary. V prvním kole vyhrála s podílem hlasů 25,86 %, a postoupila tak do druhého kola, v němž se utkala s kandidátkou hnutí SPD Evou Chromcovou. V něm zvítězila poměrem hlasů 67,97 % : 32,02 %, a stala se tak senátorkou.
V Senátu je členkou Senátorského klubu ANO 2011, Stálé komise Senátu VODA – SUCHO, Stálé komise Senátu pro sdělovací prostředky, Stálé komise Senátu pro práci Kanceláře Senátu, Podvýboru pro sport Výboru pro vzdělávání, vědu, kulturu, lidská práva a petice, Výboru pro zdravotnictví, je rovněž místopředsedkyní Podvýboru pro regiony v transformaci Výboru pro územní rozvoj, veřejnou správu a životní prostředí.
V krajských volbách v roce 2024 byla zvolena jako členka hnutí ANO zastupitelkou Karlovarského kraje.